# 鹹金桔
鹹金桔，又名鹹柑桔，是一種流行於中國華南地區和香港的民間食療，以四季橘抹淨後放入大量鹽粒，密封儲存醃製，經數月至一年後，製成鹹金桔。
鹹金桔常被民間視為舒緩喉部不適的偏方，每當咳嗽及喉嚨痛時拿取出這些鹹金桔沖水喝下，其味帶甜、鹹、酸，民間認為可紓緩喉嚨痛。
使用傳統方法醃製鹹金桔，一般需要約半年時間，但民間普遍認為醃製的時間越長，功效越好，所以不乏醃製數十年以上的鹹金桔。

## 常見醃製方法
鹹金桔隨了可以購買外，也有很多家庭選擇自行醃製。
1. 準備清潔的有蓋玻璃瓶，必須確保容器沒有污染和油脂。
2. 選取外貌完整的金橘，先行清洗，並用熱水略為燙過，確保金橘沒有油脂，並在陰涼處把金橘瀝乾。
3. 在玻璃瓶的底部佈上一層鹽，再放入第一層金橘，然後在金橘加上鹽，並盡量使鹽包圍金橘，當一層完成後，可繼續用相同方法做另一層，直至金橘放完。
4. 當最後一層金橘放完後，必須在其上放足夠的鹽掩蓋。最後便可把玻璃瓶的蓋子擰緊，並放在陰涼處醃製半年以上。

## 使用方法
使用時，一般會從瓶子取出兩、三顆鹹金桔，再以熱開水沖調後飲用。

## 效用
一般認為鹽具有殺菌作用，對喉痛會有幫助，而酸味的熱水有助增加口水分泌，滋潤喉嚨。由於喉痛的成因很多，特別是流行性感冒等，由病毒引起的喉痛，常會侵襲身體其他地方，因此不宜選用偏方，延誤治療。

## 衍生製品
後來也有人把同樣的醃製方法用在柠檬上，醃製成鹹檸檬，用於沖泡咸柠七上。

## 食物監管
由於花農常把年桔作為觀賞用的植物處理，而不是可供食用的水果，所以會在年桔下較多農藥，故此年桔會有較多殘餘農藥。由於年桔通常是以觀賞用植物申報出入口，所以政府的衛生檢疫部門都會把年桔作為花卉處理，並不會把年桔視為食用植物而採取較嚴格的檢查。因此，使用年桔醃製鹹金桔前，應考慮這一點。